# Campylospermum warneckei
Campylospermum warneckei är en tvåhjärtbladig växtart som först beskrevs av Ernest Friedrich Gilg och Adolf Engler, och fick sitt nu gällande namn av Biss.. Campylospermum warneckei ingår i släktet Campylospermum och familjen Ochnaceae. Inga underarter finns listade i Catalogue of Life.